# Santa Luzia (Bahia)
Santa Luzia est une municipalité brésilienne de l'État de Bahia et la Microrégion d'Ilhéus-Itabuna.